# TRCB
Tele Radio Città Bianca è stata un'emittente locale pugliese con sede ad Ostuni.
Fu fondata da Tonino Saponaro nel dicembre del 1976, anno in cui si erano svolti i campionati del mondo di ciclismo a Ostuni (prova su strada) e Monteroni di Lecce (prove su pista).
Il suo bacino d'utenza corrispondeva alla provincia di Brindisi. L'emittente aveva un ruolo importante nella promozione socio-economico-culturale del territorio.
L'approvvigionamento economico si realizzava grazie alla pubblicità di esercizi commerciali ed industriali del territorio di riferimento.
Dal punto di vista editoriale, proponeva trasmissioni con interviste ad esperti locali dell'economia, politica e cultura.
TRCB ha cessato le trasmissioni nel marzo 2016. Contestualmente, sul DTT 85, ha iniziato ad operare l'emittente Canale 85 con sede a Francavilla Fontana.

## Programmi
- I cittadini parlano
- Filo diretto
- Dalla vostra parte